# メイヤートン
メイヤートン（英語: Meyerton）は、アメリカ合衆国の海外領土（非自治的・未編入領域）で、合衆国領有小離島の一つ、ベーカー島にかつて存在した集落（ゴーストタウン）。集落の名前は、1935年の入植とグアノ採掘を目的とする入植者たちがこの島で生存するための雨水タンクの建設に貢献したアメリカ陸軍軍人のH・A・メイヤー大尉に因んでいる。この集落は、ベーカー島の西部に位置しており、標高4m（13フィート）の位置にあった。

## 歴史
1935年4月3日、アメリカ合衆国の入植者たちがアメリカ沿岸警備隊のイタスカに乗ってベーカー島に来島した。この船は、近隣の合衆国領有小離島であるハウランド島にも入植者を送り届けている。入植者たちは、頑丈な住居などの建造物を建設した。しかし1941年12月、太平洋戦争が開戦した同月、日本軍の攻撃により壊滅し、残っていた住民も翌月となる1942年1月に全員が避難した。その後、太平洋戦争が終結しても住民が戻ることはなく、ベーカー島は元の無人島となっている。